# هلم (بيدفوردشير)
هلم (بالإنجليزية: Holme, Bedfordshire)‏ هي قرية تقع في المملكة المتحدة في شرق انجلترا.